# Federació Internacional de Culturisme i Fitness
La Federació Internacional de Culturisme i Fitness (anglès:International Federation of BodyBuilding & Fitness) és una organització de culturisme fundada el 1946 pels germans Ben Weider i Joe Weider. La IFBB és la responsable del Mr. Olympia, Campionat Mundial Amateur de musculació, i la Sra.Olympia. La IFBB també va celebrar Masters Olympia 1994-2003.Té un total de 174 països membres de ple dret, i la 6a. Federació internacional amb més països membres, els campionats del món masculins tenen més de 300 participants de més de 60 països.
La IFBB col·labora amb l'Agència Mundial Antidopatge, organisme dependent del COI, per erradicar el dopatge en aquest esport, que és un dels més perjudicats per aquesta pràctica, de fet, l'organització dels Jocs Mundials excloure a la IFBB de manera permanent en abril de 2010 per aquesta causa.
L'actual president és Rafael Santonja.

## Història
Fins al 1940 l'escena culturista era controlada per la Unió Atlètica Amateur (AAU). El Weiders van decidir formar la IFBB després de la preocupació que l'UCA estava més interessat en la promoció de l'esport olímpic d'aixecament de peses de musculació. La IFBB es va crear per donar als "atletes físics" (culturistes) el centre de l'atenció, és a dir, competir pels seus cossos que no pel pes que aixequen. El primer concurs es va dur a terme la IFBB el 1949 - la IFBB Mr America. Això va enfurismar a l'UCA, que havia celebrat la seva pròpia AAU Mr. America el 1939 i es va produir una amarga disputa, el que va resultar que AAU prohibís que ningú entrés en els seus concursos si havien competit abans de la IFBB.

## Jocs Olímpics
Des de la dècada de 1980 fins a la seva mort el 2008, el president Ben Weider demanava al Comitè Olímpic Internacional (COI) per a la inclusió de culturisme en els Jocs Olímpics. El 30 de gener de 1998, la IFBB va ser nomenat membre provisional, i la composició es va fer posteriorment permanents a 1 d'agost de 2000. La IFBB sense èxit va enviar una petició al comitè organitzador olímpic per demostrar el culturisme en els Jocs Olímpics 2004 a Atenes, Grècia.